# Kosmos 434

O LK lander.

A missão Kosmos 434, em em russo Космос 434 (Cosmos 434), foi a última missão de teste do veículo lunar LK lander, destinado ao programa lunar tripulado soviético, lançada em 12 de Agosto de 1971, por intermédio de um foguete Soyuz-L. 
Esta missão executou o mais longo acionamento do motor do LK lander até então, e cumpriu os testes conforme o previsto, chegando a atingir uma órbita de 186 por 11.804 km de altitude.
Esse teste qualificou o veículo lunar para o voo pretendido, tendo sido ele o único veículo desse programa a atingir esse status.
Ele só reentrou na atmosfera em 22 de Agosto de 1981. 